# Ruedi Löffel

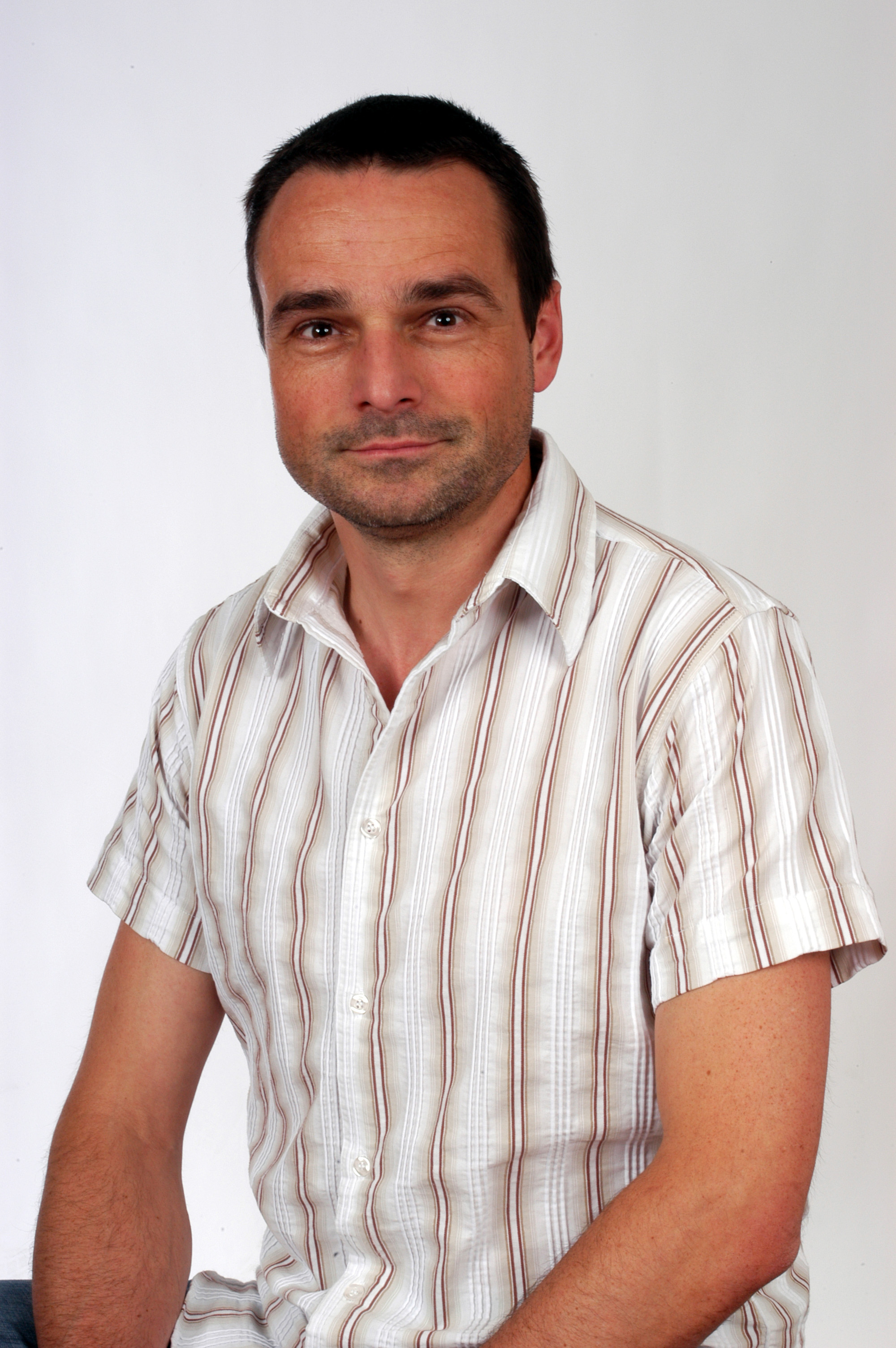
Ruedi Löffel

Ruedi Löffel oder Rudolf Löffel (* 4. März 1962 in Bern) ist ein Berner Politiker. Er ist Leiter der Fachstelle Suchtprävention des Blauen Kreuzes Bern. Als Politiker sass er von 2002 bis 2020 für die Evangelische Volkspartei im Grossen Rat des Kantons Bern.

## Leben
Nach dem Lehrerseminar war er drei Jahre lang Lehrer in Jegenstorf und anschliessend sieben Jahre im Bundesamt für Informatik tätig. Heute arbeitet er bei der Fachstelle Suchtprävention des Blauen Kreuzes.
Löffel lebt in Münchenbuchsee, ist verheiratet und hat vier Kinder.
Politisch setzt er sich besonders für Suchtprävention ein. So wurden 2003 zwei Motionen von ihm bezüglich Einschränkung von Alkohol- bzw. Tabakwerbung vom Grossen Rat angenommen, und 2006 wurde eine Motion angenommen, die im Kanton Bern das Rauchen in Gastwirtschaften untersagt.